# Zhucheng
Zhucheng (cinese tradizionale: 諸城; cinese semplificato: 诸城; pinyin: Zhūchéng) è una città-contea della Repubblica Popolare Cinese, situata nella provincia dello Shandong e sotto l'amministrazione della città-prefettura di Weifang.

## Storia
Conosciuta in antichità con il nome di Langya (琅琊), fu dal porto di Zhucheng che il primo imperatore della Cina, Qin Shi Huang, mandò il generale Xu Fu alla scoperta del Giappone, nel 210 a.C., in cerca del leggendario elisir di lunga vita.
Il pittore Zhang Zeduan, vissuto durante la dinastia Song, nacque nella città di Zhucheng, che era all'epoca conosciuta con il nome di Dongwu. Tra i personaggi più importanti che hanno avuto i natali a Zhucheng vi è Jiang Qing, ultima moglie di Mao Zedong e leader della Banda dei Quattro. Oltre a lei, possono essere annoverati Zhao Shucong (赵树丛), vice-governatore della provincia dello Anhui e vari altri personaggi storici o illustri quali Zhao Tingzhi (趙挺之), Zhao Mingcheng (趙明誠) della dinastia Song, Wan Zhener (萬貞兒, conosciuta anche come 萬貴妃, concubina dell'imperatore Hongzhi) della dinastia Ming, Liu Tongxun (劉統勳), Liu Yong (劉墉) e Dou Guangnai (窦光鼐) della dinastia Qing.

## Economia
Nel 2005, Zhucheng ha avuto un rendimento totale della produzione pari a 10.8 miliardi di RMB, pari ad una crescita annua media del 16% circa.

### Zona di sviluppo economico
Il Parco Industriale di Zhucheng, facente parte delle Zone di Sviluppo Economico e Tecnologico della Cina, è stato approvato dal Governo Provinciale dello Shandong nel 1992. La sua area totale copre 25km². Da sud a nord vi scorre attraverso l'autostrada nazionale 206 e la città vi è collegata dalla stazione ferroviaria Jiaoxin, che la connette anche al grande centro di Qingdao (60km ad est), a Rizhao (60km a sud) ed a Weifang (80 km a nord). Sin dalla fine degli anni '90, le industrie principali della zona sono state quella conserviera, chimica, dei materiali da costruzione, tessile e dei prodotti elettromeccanici.

### Trasporti
Zhucheng è collegata attraverso autostrade al maggior centro urbano dello Shandong, la città di Qingdao.

## Amministrazione
Zhucheng divenne città-contea nel 1987 ed è amministrata come distretto di sviluppo economico a livello provinciale, con giurisdizione su più di 20 cittadine (镇 zhen):
- Lübiao (吕标)
- Zhigou (枳沟)
- Wanjiazhuang (万家庄)
- Qiankou (箭口)
- Jiayue (贾悦)
- Mengtuan (孟疃)
- Mazhuang (马庄)
- Shiqiaozi (石桥子)
- Chenggezhuang (程戈庄)
- Jiutai (九台)
- Xiangzhou (相州)
- Guojiatun (郭家屯)
- Baichihe (百尺河)
- Changcheng (昌城)
- Xinxing (辛兴)
- Zhujie (朱解)
- Wadian (瓦店，已经并入林家村镇，现在为瓦店社区)
- Linjiacun (林家村)
- Huanghua (皇华)
- Haogezhuang (郝戈庄)

### Municipalità (乡xiang)
- Wujialou (吴家楼)
- Taoyuan (桃园)
- Shihetou (石河头)
- Shimen (石门)
- Taolin (桃林)
- Shandongtou (山东头)

## La città dei dinosauri
Zhucheng è stato un sito rilevante per gli scavi di fossili di dinosauri sin dagli anni '60. Prima delle effettive scoperte scientifiche, le comunità locali utilizzavano le ossa fossilizzate, ricche di calcio, come tradizionali rimedi popolari per i crampi muscolari ed altri dolori minori. Negli anni '80, è stato ritrovato a Zhucheng il più grande adrosauride del mondo, il cui scheletro ricostruito è in mostra presso il Museo Archeologico della città. Gli scienziati hanno portato alla luce più di 50 t di fossili a partire dal 1960. A gennaio del 2008, l'Australia diede indietro alla Cina centinaia di chili di fossili di dinosauri, incluse delle uova fossilizzate. Tali fossili erano stati scoperti e portati via in precedenza, durante un'operazione sotto copertura volta al controllo di magazzini e container.

### Scoperta del 2008
Il 31 dicembre 2008, i paleontologi dell'Istituto di Paleontologia e Paleoantropologia dei Vertebrati dell'Accademia Cinese delle Scienze annunciarono di aver dissotterrato, a partire dal precedente mese di marzo, 7.600 fossili di dinosauri attorno all'area di Zhucheng. Gli ultimi siti ad essere stati scoperti sono localizzati intorno alle cittadine di Longdu, Shunwang, Jiayue e Zhigou. I paleontologi credono di aver scoperto, a Zhucheng e nei dintorni, il più cospicuo raggruppamento di resti di dinosauri concentrati in un'enorme fossa di scavi. I fossili risalgono al periodo Cretaceo, appena prima l'estinzione di massa del Cretaceo-Paleocene. I ritrovamenti includono, tra gli altri, i resti di un adrosauride lungo 20 metri, una taglia considerata da record per questa specie di sauri. Insieme alle ossa appartenenti ad un anchilosauro dalla coda a forma di mazza, è stato trovato anche il fossile di un grande cranio di triceratopo.
(Professor Zhao Xijin, paleontologo incaricato degli scavi dall'Istituto di Paleontologia e Paleoantropologia dei Vertebrati, BBC)
Una così alta concentrazione di fossili in un'area ristretta ha dato adito alla creazione di diverse teorie sull'estinzione di questo gruppo di dinosauri in particolare. Gli scienziati credono che un'eruzione vulcanica possa aver causato la morte dei dinosauri, e che una successiva inondazione abbia portato i loro resti nell'area dentro e intorno Zhucheng, che un tempo doveva essere stata una palude coperta d'erba.

## Demografia e cultura
Essendo una città altamente industrializzata, Zhucheng fa parte delle poche dozzine di città cinesi in cui vivono più di un milione di abitanti. I maggiori gruppi etnici ivi inclusi sono cinesi Han (99,7%), Manciù (0,1%), Coreani (0,1%) e Hui (0,1%). Approssimativamente 19.000 abitanti (l'1,8% della popolazione totale) sono di religione cristiana. Secondo il censimento del 1990, la popolazione maschile ammontava a 523.425 abitanti, mentre quella femminile a 507.233, per un totale di 260.678 unità familiari. Zhucheng è gemellata con la città di Belleville, nella provincia dell'Ontario, in Canada.
Censimento della popolazione